# جيمس بي. بيرسون
جيمس بي. بيرسون (بالإنجليزية: James B. Pearson)‏ هو محامي وقاضي وضابط وسياسي أمريكي، ولد في 7 مايو 1920 في الولايات المتحدة، وتوفي في 13 يناير 2009 في نفس البلد. حزبياً، نشط في الحزب الجمهوري. وقد انتخب عضو مجلس ولاية كانساس وانتخب عضو مجلس الشيوخ الأمريكي عن دائرة كانساس (31 يناير 1962 – 23 ديسمبر 1978).